# Michal Šíma
Michal Šíma (* 28. April 1992 in Brezno, Tschechoslowakei) ist ein ehemaliger slowakischer Biathlet. Er startete seit 2014 im Weltcup und nahm an zwei Olympischen Spielen teil.

## Sportliche Laufbahn

### Juniorenebene und vermehrte Weltcupstarts
Michal Šíma gab sein internationales Debüt bei den Jugendweltmeisterschaften 2010 in Torsby und wurde unter anderem 29. des Verfolgungsrennens. Bis einschließlich Anfang 2012 startete er ausschließlich bei Wettkämpfen auf Juniorenebene, wobei er selten vordere Platzierungen erreichte. Im Rahmen der Junioren-WM 2011 gelang dem Slowaken mit Platz sieben im Sprint ein Achtungserfolg, das Einzel schloss er bei derselben Meisterschaft als Elfter ab. Im selben Zeitraum nahm er auch an den Juniorenrennen der Europameisterschaften teil, wobei er seine besten Ergebnisse 2013 in Bansko erzielte, als er 12. des Sprints sowie 15. des Verfolgungsrennens und des Einzels wurde. Schon kurz zuvor, im Dezember 2012, debütierte Šíma in Ridnaun im IBU-Cup und erreichte mit Platz 27 im Sprint auf Anhieb die Punkteränge. In der folgenden Saison war er erstmals regulärer Teil des IBU-Cup-Teams und konnte vorerst nicht an diese Platzierung anknüpfen. Stark präsentierte er sich allerdings im Rahmen der Europameisterschaften 2014 in Nové Město na Moravě, als er in Sprint und Verfolgung durchaus überraschend die Ränge 14 und 17 belegte. Seinen Einstand im Weltcup gab der Slowake zu Beginn des Winters 2014/15 in Östersund, erreichte aber nach vier Schießfehlern lediglich Platz 96 und wurde daher wieder im IBU-Cup eingesetzt. Weitere Weltcupstarts bekam er in Oslo und verbesserte sich bis auf Platz 74 im Einzel. Auch durfte er anstelle seines erfahreneren Kollegen Tomáš Hasilla im Einzel der Weltmeisterschaften starten, kam nach sechs Fehlern aber nicht über einen 99. Rang hinaus.

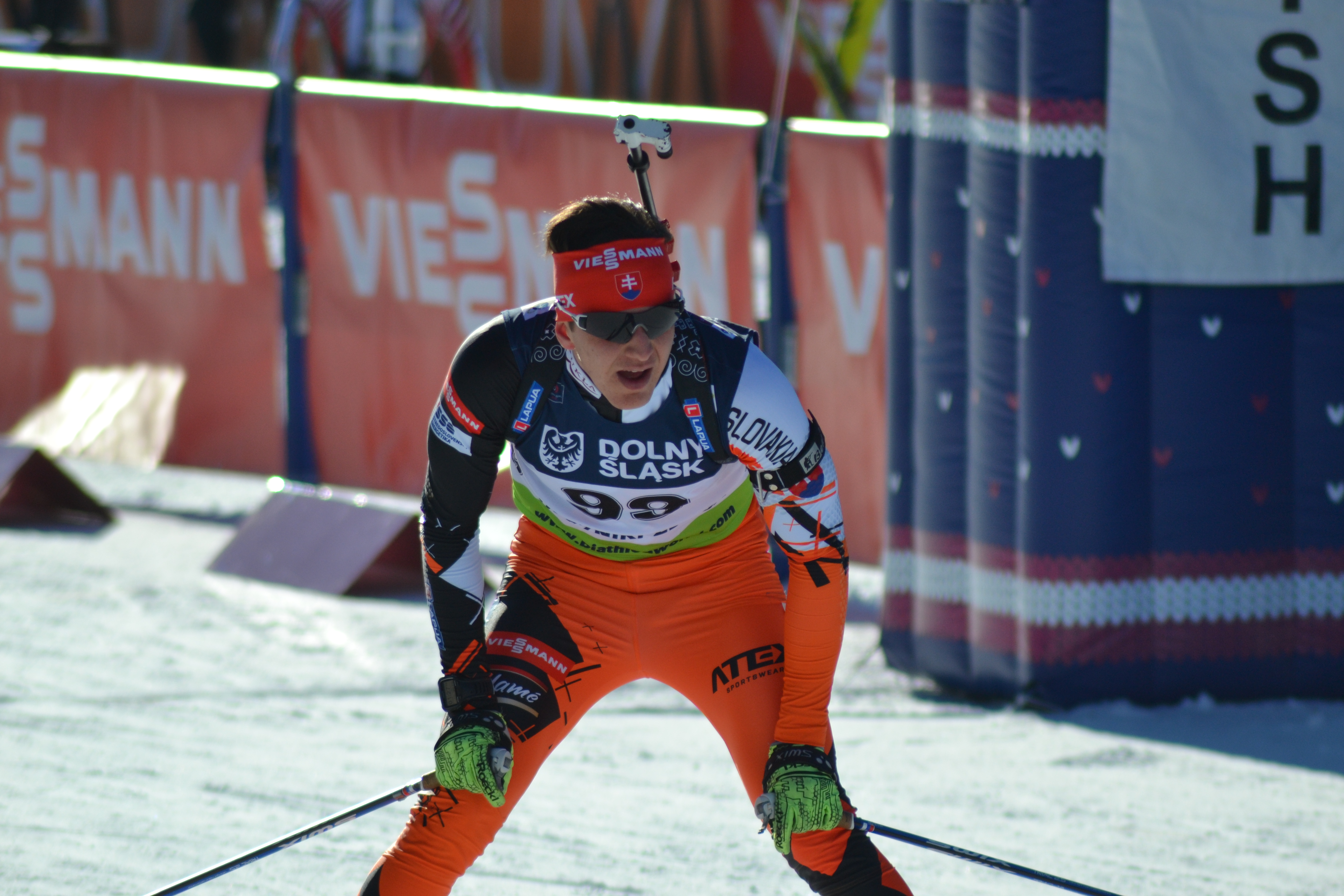
Zieleinlauf beim Sprintrennen der EM 2017

Vereinzelte Weltcupeinsätze bekam Šíma auch 2015/16 und verpasste in Presque Isle als 47. des Sprints und 48. der Verfolgung erste Ranglistenpunkte nur knapp. Bei den Weltmeisterschaften wurde er neben Matej Kazár, Tomáš Hasilla und Martin Otčenáš für das Staffelrennen aufgestellt und belegte den zwölften Rang, wobei er für die einzige Strafrunde des Teams verantwortlich war. Durch den Rücktritt Miroslav Matiaškos am Saisonende bekam der Slowake dann schließlich einen festen Startplatz, konnte diesen aber zunächst nicht wirklich nutzen. 2017 und 2018 verpasste er in sämtlichen Einzelrennen die Top 60, wofür sowohl Schieß- als auch Laufform ursächlich war. Trotzdem wurde er für die Olympischen Spiele von Pyeongchang nominiert und belegte im Einzel mit sechs Fehlern, eingerahmt von seinen Teamkollegen Otčenáš und Hasilla, den vorletzten Platz. Im Winter 2018/19 erreichte Šíma wieder zwei Verfolgungsrennen, darüber hinaus war er in Canmore Teil des Teams, welches den bis heute letzten Top-10-Platz einer slowakischen Männerstaffel erreichen konnte. Bei den Europameisterschaften 2020 zeigte er weiterhin sein Können, als er im Supersprint den 19. und im Sprint sogar den 13. Rang belegte, beide Rennen schloss er dabei ohne Schießfehler ab.

### Bester Athlet des slowakischen Teams
Im Kontext gesehen verlief Šímas Saison 2020/21 sehr erfolgreich. Nachdem er schon zu Saisonbeginn zweimal unter die besten 50 gelaufen war, klassierte er sich in Oberhof überraschend auf dem 26. Rang des Sprints, gewann damit seine ersten Weltcuppunkte, und qualifizierte sich sogleich für den am gleichen Ort stattfindenden Massenstart, den er als 26. abschloss. Auch der Sprintwettkampf im Rahmen der WM verlief mit Platz 36 zufriedenstellend. Knapp an einer Medaille vorbei schrammte er bei den im August 2021 stattfindenden Sommerbiathlon-Weltmeisterschaften, der Slowake lief sowohl im Supersprint als auch im Sprint auf den fünften Platz. 2021/22 erreichte er ein Mal, beim Sprint von Kontiolahti, die Punkteränge, an der Seite von Tomáš Sklenárik, Ivona und Paulína Fialková gelang ihm zudem beim Mixedrennen in Otepää ein erstaunlich guter sechster Platz. Auch seine zweiten Olympischen Spiele verliefen, beispielsweise mit Rang 43 im Einzel, deutlich erfolgreicher als sein Debüt. Im Winter 2022/23 zeigte der 30-Jährige wieder punktuell sein Können, heraus stach der 28. Rang im Sprint von Kontiolahti zu Saisonbeginn sowie Position 34 im Sprint der Weltmeisterschaften.
Durch die Rücktritte einiger erfahrenen Teamkollegen wurde die slowakische Herrenmannschaft schon seit etwa 2016 langsam kleiner und fiel nach Saisonende 2022/23 bis auf den 24. Platz in der Nationenwertung zurück. Da Michal Šíma gerade in jener Saison, auch durch den krankheitsbedingten Ausfall von Tomáš Sklenárik, fast durchgehend der einzige Starter seines Verbandes war, und nach eigener Aussage die Motivation am Leistungssport verloren hatte, bestritt er im August 2023 nur noch die Sommerbiathlon-Weltmeisterschaften in seinem Heimatland und gab daraufhin das Ende seiner sportlichen Karriere bekannt.

## Persönliches
Šíma stammt aus Valaská.

## Statistiken

### Weltcupplatzierungen
Die Tabelle zeigt alle Platzierungen (je nach Austragungsjahr einschließlich Olympische Spiele und Weltmeisterschaften).
- 1.–3. Platz: Anzahl der Podiumsplatzierungen
- Top 10: Anzahl der Platzierungen unter den ersten zehn (einschließlich Podium)
- Punkteränge: Anzahl der Platzierungen innerhalb der Punkteränge (einschließlich Podium und Top 10)
- Starts: Anzahl gelaufener Rennen in der jeweiligen Disziplin
- Staffel: inklusive Mixed- und Single-Mixed-Staffeln

| Platzierung         | Einzel | Sprint | Verfolgung | Massenstart | Staffel | Gesamt |
| ------------------- | ------ | ------ | ---------- | ----------- | ------- | ------ |
| 1. Platz            |        |        |            |             |         |        |
| 2. Platz            |        |        |            |             |         |        |
| 3. Platz            |        |        |            |             |         |        |
| Top 10              |        |        |            |             | 3       | 3      |
| Punkteränge         |        | 5      |            | 1           | 43      | 49     |
| Starts              | 20     | 51     | 10         | 1           | 43      | 125    |
| Stand: Karriereende |        |        |            |             |         |        |

### Weltcupwertungen

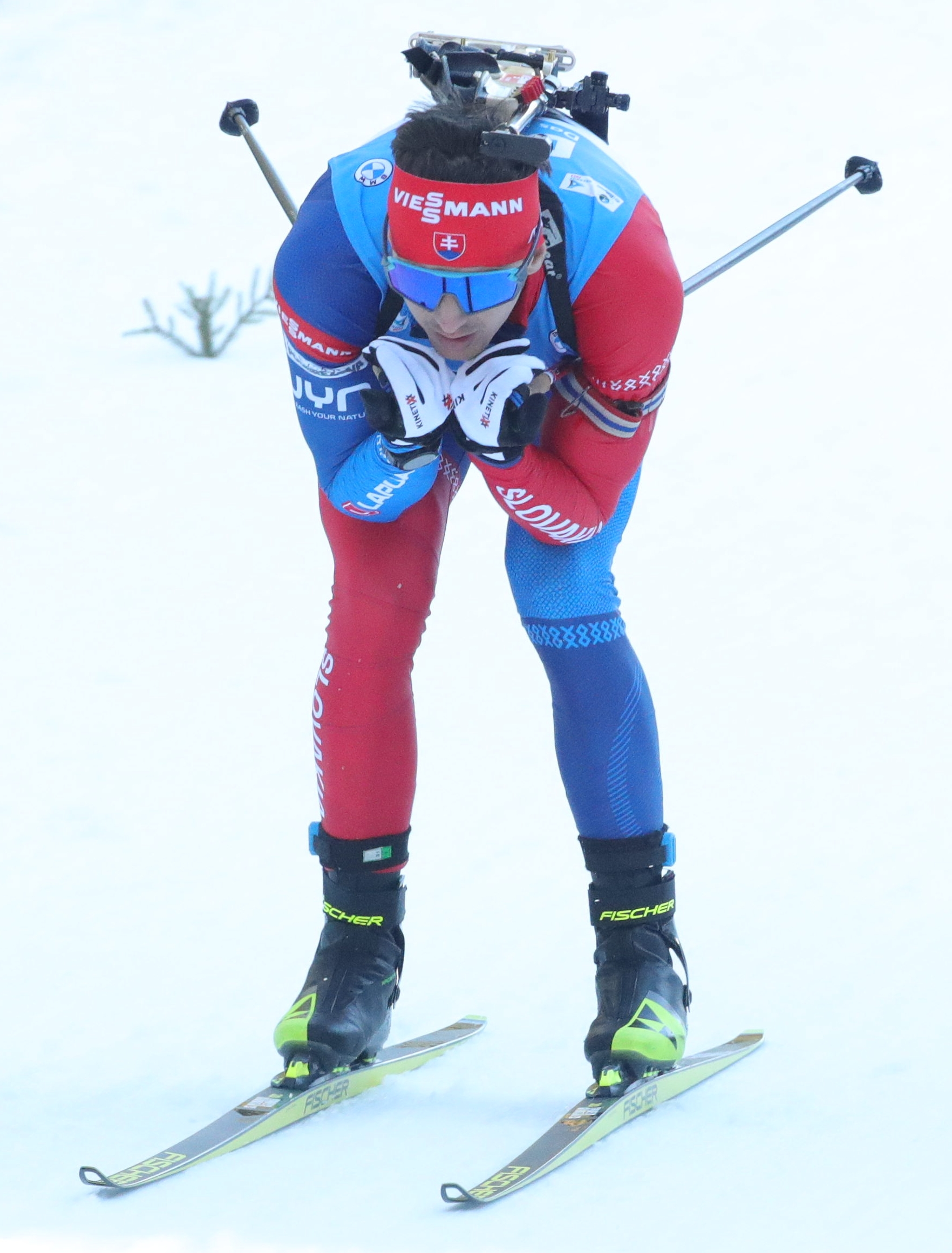
Šíma während des Einzelrennens bei der WM 2023 in Oberhof

Ergebnisse bei Biathlon-Weltcups (Disziplinen- und Gesamtweltcup) gemäß Punktesystem:
| Saison  | Einzel | Einzel | Sprint | Sprint | Verfolgung | Verfolgung | Massenstart | Massenstart | Gesamt | Gesamt |
| Saison  | Platz  | Punkte | Platz  | Punkte | Platz      | Punkte     | Platz       | Punkte      | Platz  | Punkte |
| ------- | ------ | ------ | ------ | ------ | ---------- | ---------- | ----------- | ----------- | ------ | ------ |
| 2020/21 | –      | –      | 62.    | 22     | –          | –          | 45.         | 10          | 64.    | 32     |
| 2021/22 | –      | –      | 90.    | 4      | –          | –          | –           | –           | 98.    | 4      |
| 2022/23 | –      | –      | 62.    | 14     | –          | –          | –           | –           | 80.    | 14     |

### Olympische Winterspiele
Ergebnisse bei Olympischen Winterspielen:
|                                             | Einzelwettbewerbe | Einzelwettbewerbe | Einzelwettbewerbe | Einzelwettbewerbe | Staffelwettbewerbe | Staffelwettbewerbe |
| Einzel                                      | Sprint            | Verfolgung        | Massenstart       | Herrenstaffel     | Mixedstaffel       |                    |
| ------------------------------------------- | ----------------- | ----------------- | ----------------- | ----------------- | ------------------ | ------------------ |
| Olympische Winterspiele 2018 \| Pyeongchang | 85.               | –                 | –                 | –                 | –                  | –                  |
| Olympische Winterspiele 2022 \| Peking      | 43.               | 68.               | –                 | –                 | 21.                | 17.                |

### Weltmeisterschaften
Ergebnisse bei Weltmeisterschaften:
| Weltmeisterschaften | Weltmeisterschaften | Einzelwettbewerbe | Einzelwettbewerbe | Einzelwettbewerbe | Einzelwettbewerbe | Staffelwettbewerbe | Staffelwettbewerbe | Staffelwettbewerbe |
| Jahr                | Ort                 | Einzel            | Sprint            | Verfolgung        | Massenstart       | Männerstaffel      | Mixedstaffel       | S.-M.-Staffel      |
| ------------------- | ------------------- | ----------------- | ----------------- | ----------------- | ----------------- | ------------------ | ------------------ | ------------------ |
| 2015                | Kontiolahti         | 99.               | –                 | –                 | –                 | –                  | –                  | nicht ausgetragen  |
| 2016                | Oslo                | –                 | –                 | –                 | –                 | 12.                | –                  | nicht ausgetragen  |
| 2017                | Hochfilzen          | 91.               | 62.               | –                 | –                 | 12.                | –                  | nicht ausgetragen  |
| 2019                | Östersund           | 86.               | –                 | –                 | –                 | 18.                | –                  | –                  |
| 2020                | Antholz             | 78.               | –                 | –                 | –                 | 17.                | 19.                | –                  |
| 2021                | Pokljuka            | 63.               | 36.               | 52.               | –                 | 17.                | 18.                | –                  |
| 2023                | Oberhof             | 71.               | 34.               | 54.               | –                 | –                  | 16.                | 24.                |

### Jugend-/Juniorenweltmeisterschaften
Šíma nahm bis 2011 an den Jugend-, ab 2012 an den Juniorenwettkämpfen teil.
| Weltmeisterschaften | Weltmeisterschaften | Einzelwettbewerbe | Einzelwettbewerbe | Einzelwettbewerbe | Männerstaffel |
| Jahr                | Ort                 | Einzel            | Sprint            | Verfolgung        | Männerstaffel |
| ------------------- | ------------------- | ----------------- | ----------------- | ----------------- | ------------- |
| 2010                | Torsby              | 50.               | 53.               | 29.               | 14.           |
| 2011                | Nové Město          | 11.               | 7.                | 28.               | 10.           |
| 2012                | Kontiolahti         | 53.               | 30.               | 49.               | –             |
| 2013                | Obertilliach        | 63.               | 28.               | 24.               | 13.           |